# Gare de Saint-Germain-de-Joux
La gare de Saint-Germain-de-Joux est une ancienne gare ferroviaire française de la ligne de Bourg-en-Bresse à Bellegarde, située sur le territoire de la commune de Saint-Germain-de-Joux, dans le département de l'Ain, en région Auvergne-Rhône-Alpes.
Elle est fermée aux voyageurs. Le bâtiment voyageurs a été détruit.

## Situation ferroviaire

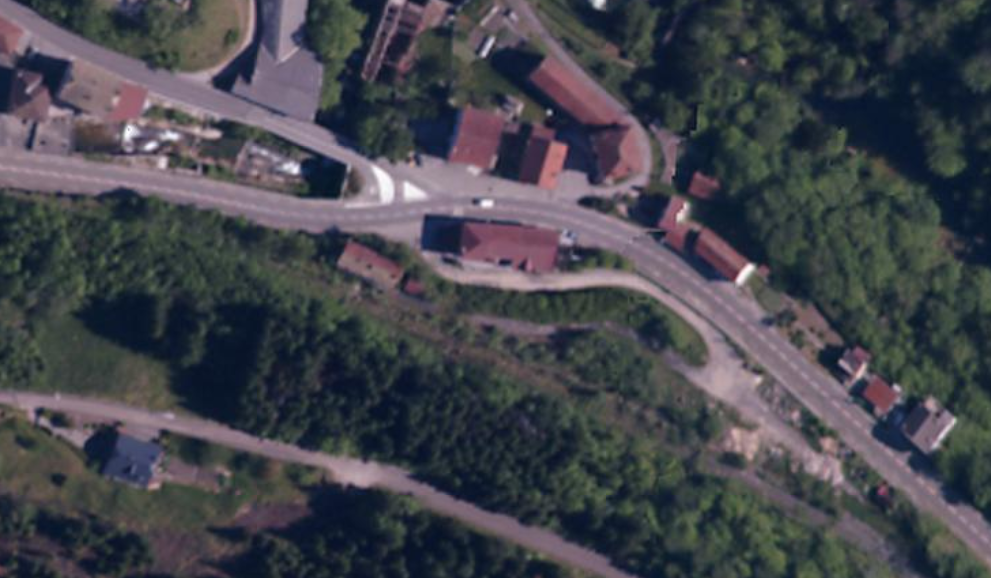
Vue satellite des alentours de l'ancienne gare de Saint-Germain-de-Joux en 2005.

Établie à 496 mètres d'altitude, la gare de Saint-Germain-de-Joux est située au point kilométrique (PK) 53,748 de la ligne de Bourg-en-Bresse à Bellegarde, entre les gares fermées de Charix - Lalleyriat et de Châtillon-en-Michaille.

## Histoire

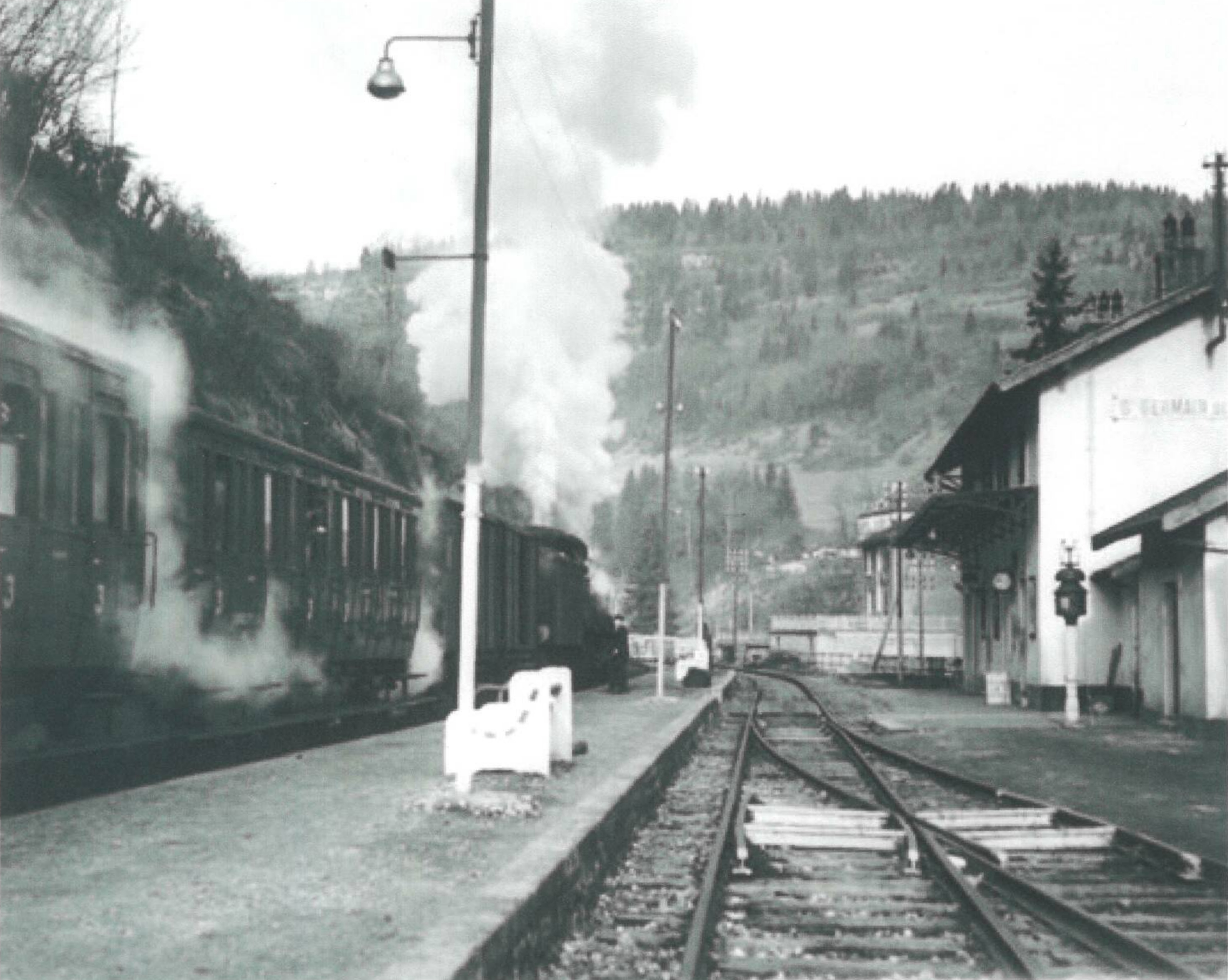
La gare de Saint-Germain-de-Joux en activité.

La gare a été ouverte le 1er avril 1882, le jour de l'ouverture du tronçon de La Cluse à Bellegarde qui fait partie de la ligne de Bourg-en-Bresse à Bellegarde, par la Compagnie des Dombes et des chemins de fer du Sud-Est.
Elle devient une gare du réseau de la Compagnie des chemins de fer de Paris à Lyon et à la Méditerranée (PLM) le 1er janvier 1884, lors de la vente de la ligne par la Compagnie des Dombes.
Elle est devenue propriété de la SNCF lors de la nationalisation en 1938. Le tronçon de La Cluse à Bellegarde de la ligne de Bourg-en-Bresse à Bellegarde a fermé en 1990 tout comme la gare. Ce tronçon, ni déposé, ni déclassé, est devenu la propriété de réseau ferré de France (RFF) en 1997, année de la création de cette entreprise.

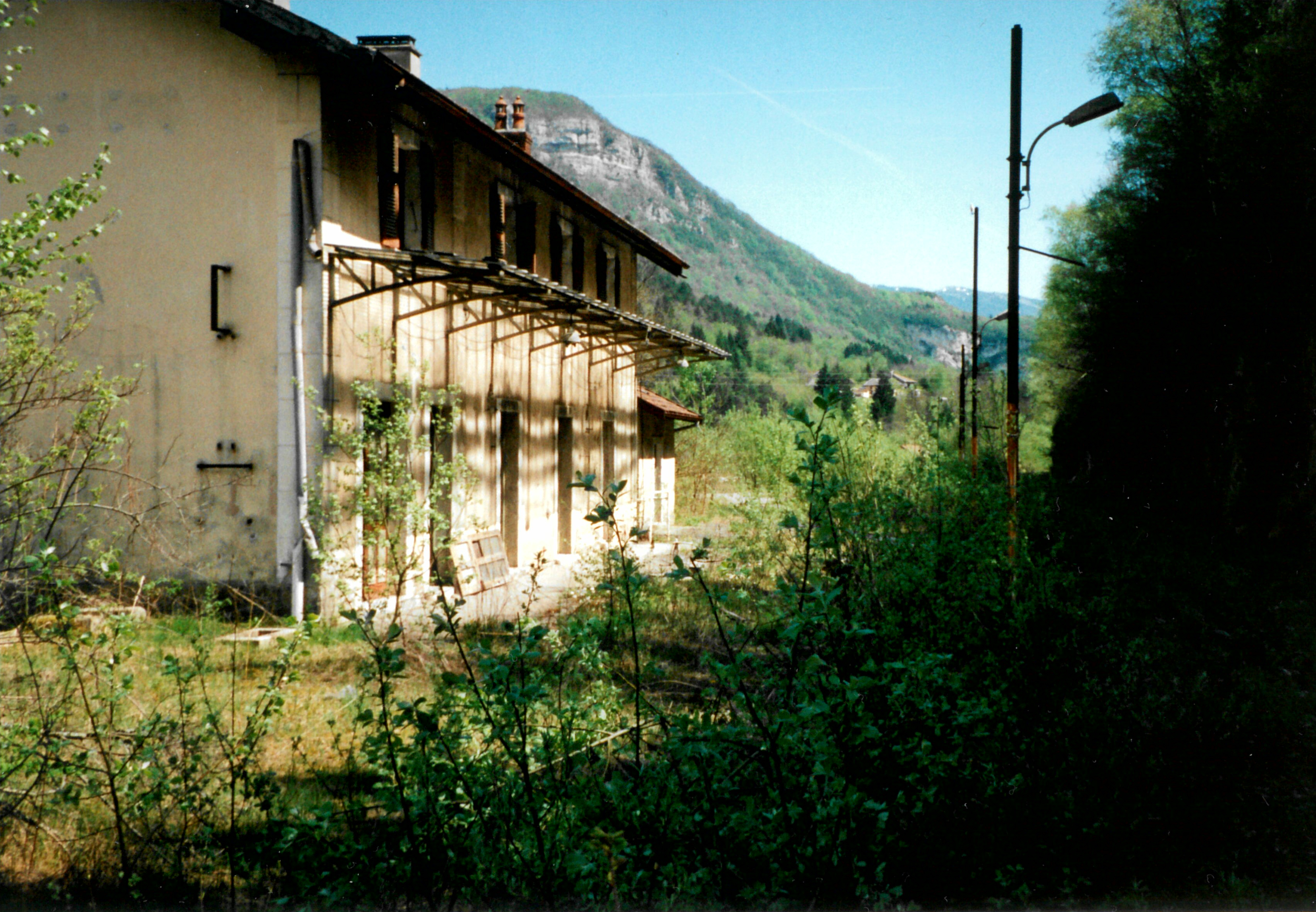
La gare de Saint-Germain-de-Joux en 2001, après sa fermeture et avant sa démolition et la réhabilitation de la ligne.

De septembre 2005 à 2010, la ligne a connu d'importants travaux de restructuration (électrification, voie neuve et signalisation) afin d'accueillir le TGV Lyria mais il n'a pas été décidé de rouvrir la gare aux voyageurs.
Le conseil municipal de Saint-Germain-de-Joux décide de détruire le bâtiment en 2008. Un talus est créé entre les rails et la ville afin d'atténuer les nuisances sonores occasionnées par le passage du TGV.